# Tatjana Lebiediewa

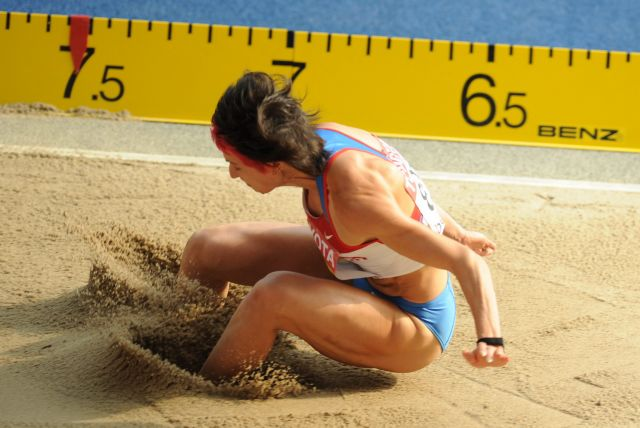
Tatjana Lebiediewa podczas mistrzostw świata w Berlinie (2009)

Tatjana Romanowna Lebiediewa (ros. Татьяна Романовна Лебедева; ur. 21 lipca 1976 w Sterlitamaku) – rosyjska lekkoatletka, specjalizująca się w trójskoku i skoku w dal, trzykrotna medalistka olimpijska.

## Kariera
Swoją międzynarodową karierę rozpoczynała od zdobycia brązowego medalu mistrzostw świata juniorów w 1994 roku oraz srebrnego medalu podczas mistrzostw Europy juniorów w kolejnym sezonie. W roku 2000 wygrała halowe mistrzostwa Europy, a na igrzyskach w Sydney sięgnęła po srebro w trójskoku. W kolejnym sezonie wywalczyła halowe wicemistrzostwo świata, a latem wygrała uniwersjadę oraz mistrzostwa globu. Tytuł najlepszej trójskoczkini świata obroniła dwa lata później podczas czempionatu w Paryżu. Na początku roku 2004 podczas halowych mistrzostw świata ustanowiła ciągle aktualny halowy rekord świata – 15,36. Dwukrotnie stawała na podium igrzysk olimpijskich w Atenach – w skoku w dal była pierwsza, a w trójskoku trzecia. W roku 2005 kontuzja uniemożliwiła jej start w finale mistrzostw świata w Helsinkach jednakże w tym samym roku jako jedyna wygrała wszystkie 6 zawodów (w trójskoku) Złotej Ligi i dostała w nagrodę milion dolarów. Złota medalistka mistrzostw Europy w 2006 roku w kolejnym sezonie zdobyła złoto (w skoku w dal) oraz srebro (w trójskoku) podczas mistrzostw świata. Na igrzyskach olimpijskich w Pekinie (2008) wywalczyła dwa srebrne krążki, które zostały jej odebrane za stosowanie dopingu. W Berlinie w roku 2009 zdobyła srebrny medal mistrzostw świata w skoku w dal. Na igrzyskach olimpijskich w Londynie zajęła w finale zmagań w konkurencji trójskoku 9. miejsce. W swojej karierze oddała ponad 30 skoków na odległość powyżej 15 metrów.
W 2013 ogłosiła zakończenie kariery sportowej.
We wrześniu 2002 Lebiediewa urodziła córkę, której dała na imię Nastia.

## Osiągnięcia
| Rok  | Impreza                             | Miejsce      | Konkurencja | Pozycja          | Wynik |
| ---- | ----------------------------------- | ------------ | ----------- | ---------------- | ----- |
| 1994 | Mistrzostwa świata juniorów         | Lizbona      | trójskok    | 3. miejsce       | 13,62 |
| 1995 | Mistrzostwa Europy juniorów         | Nyíregyháza  | trójskok    | 2. miejsce       | 13,88 |
| 1998 | Mistrzostwa Europy                  | Budapeszt    | trójskok    | 5. miejsce       | 14,25 |
| 1998 | Igrzyska dobrej woli                | Nowy Jork    | trójskok    | 2. miejsce       | 14,14 |
| 1998 | Puchar świata                       | Johannesburg | trójskok    | 2. miejsce       | 14,36 |
| 1999 | Mistrzostwa świata                  | Sewilla      | trójskok    | 4. miejsce       | 14,55 |
| 1999 | Finał Grand Prix IAAF               | Monachium    | trójskok    | 3. miejsce       | 14,66 |
| 2000 | Halowe mistrzostwa Europy           | Gandawa      | trójskok    | 1. miejsce       | 14,68 |
| 2000 | Superliga pucharu Europy            | Gateshead    | trójskok    | 1. miejsce       | 14,98 |
| 2000 | Igrzyska olimpijskie                | Sydney       | trójskok    | 2. miejsce       | 15,00 |
| 2001 | Halowe mistrzostwa świata           | Lizbona      | trójskok    | 2. miejsce       | 14,85 |
| 2001 | Superliga pucharu Europy            | Brema        | trójskok    | 1. miejsce       | 14,89 |
| 2001 | Igrzyska dobrej woli                | Brisbane     | trójskok    | 1. miejsce       | 14,58 |
| 2001 | Uniwersjada                         | Pekin        | trójskok    | 1. miejsce       | 14,81 |
| 2001 | Mistrzostwa świata                  | Edmonton     | trójskok    | 1. miejsce       | 15,25 |
| 2001 | Finał Grand Prix IAAF               | Melbourne    | trójskok    | 2. miejsce       | 14,61 |
| 2003 | Halowe mistrzostwa świata           | Birmingham   | trójskok    | el. – 6. miejsce | 14,09 |
| 2003 | Mistrzostwa świata                  | Paryż        | trójskok    | 1. miejsce       | 15,18 |
| 2003 | Światowy finał lekkoatletyczny IAAF | Monako       | trójskok    | 1. miejsce       | 15,13 |
| 2004 | Halowe mistrzostwa świata           | Budapeszt    | skok w dal  | 1. miejsce       | 6,98  |
| 2004 | Halowe mistrzostwa świata           | Budapeszt    | trójskok    | 1. miejsce       | 15,36 |
| 2004 | Igrzyska olimpijskie                | Ateny        | skok w dal  | 1. miejsce       | 7,07  |
| 2004 | Igrzyska olimpijskie                | Ateny        | trójskok    | 3. miejsce       | 15,14 |
| 2004 | Światowy finał lekkoatletyczny IAAF | Monako       | skok w dal  | 2. miejsce       | 6,72  |
| 2004 | Światowy finał lekkoatletyczny IAAF | Monako       | trójskok    | 2. miejsce       | 14,96 |
| 2005 | Mistrzostwa świata                  | Helsinki     | trójskok    | –                | NM    |
| 2005 | Światowy finał lekkoatletyczny IAAF | Monako       | skok w dal  | 5. miejsce       | 6,49  |
| 2005 | Światowy finał lekkoatletyczny IAAF | Monako       | skok w dal  | 2. miejsce       | 14,86 |
| 2006 | Halowe mistrzostwa świata           | Moskwa       | trójskok    | 1. miejsce       | 14,95 |
| 2006 | Mistrzostwa Europy                  | Göteborg     | trójskok    | 1. miejsce       | 15,15 |
| 2006 | Puchar świata                       | Ateny        | trójskok    | 1. miejsce       | 15,13 |
| 2006 | Światowy finał lekkoatletyczny IAAF | Stuttgart    | skok w dal  | 1. miejsce       | 6,92  |
| 2006 | Światowy finał lekkoatletyczny IAAF | Stuttgart    | trójskok    | 1. miejsce       | 14,82 |
| 2007 | Mistrzostwa świata                  | Osaka        | skok w dal  | 1. miejsce       | 7,03  |
| 2007 | Mistrzostwa świata                  | Osaka        | trójskok    | 2. miejsce       | 15,07 |
| 2007 | Światowy finał lekkoatletyczny IAAF | Stuttgart    | skok w dal  | 1. miejsce       | 6,78  |
| 2007 | Światowy finał lekkoatletyczny IAAF | Stuttgart    | trójskok    | 3. miejsce       | 14,72 |
| 2008 | Igrzyska olimpijskie                | Pekin        | skok w dal  | 2. miejsce       | 7,03  |
| 2008 | Igrzyska olimpijskie                | Pekin        | trójskok    | 2. miejsce       | 15,32 |
| 2008 | Światowy finał lekkoatletyczny IAAF | Stuttgart    | skok w dal  | 3. miejsce       | 6,64  |
| 2008 | Światowy finał lekkoatletyczny IAAF | Stuttgart    | trójskok    | 3. miejsce       | 14,63 |
| 2009 | Mistrzostwa świata                  | Berlin       | skok w dal  | 2. miejsce       | 6,97  |
| 2009 | Mistrzostwa świata                  | Berlin       | trójskok    | 6. miejsce       | 14,37 |
| 2009 | Światowy finał lekkoatletyczny IAAF | Saloniki     | skok w dal  | 3. miejsce       | 6,79  |
| 2009 | Światowy finał lekkoatletyczny IAAF | Saloniki     | trójskok    | 3. miejsce       | 14,48 |
| 2012 | Igrzyska olimpijskie                | Londyn       | trójskok    | 9. miejsce       | 14,11 |

## Rekordy życiowe
| Konkurencja          | Wynik | Data          | Miejsce   | Uwagi                                                                                           |
| -------------------- | ----- | ------------- | --------- | ----------------------------------------------------------------------------------------------- |
| Skok w dal – stadion | 7,33  | 31 lipca 2004 | Tuła      |                                                                                                 |
| Skok w dal – hala    | 6,98  | 7 marca 2004  | Budapeszt |                                                                                                 |
| Trójskok – stadion   | 15,34 | 4 lipca 2004  | Heraklion | rekord Rosji, 4. wynik w historii światowej lekkoatletyki                                       |
| Trójskok – hala      | 15,36 | 6 marca 2004  | Budapeszt | do 2020 halowy rekord świata, halowy rekord Europy, 3. wynik w historii światowej lekkoatletyki |